# 李士强 (1957年)
李士强（1957年—），男，汉族，河南沈丘人，中华人民共和国政治人物，中国共产党党员，第十二届全国人民代表大会河南地区代表。

## 生平
毕业于美国利伯缇大学工商管理专业。2013年，当选为第十二届全国人大代表。2018年2月24日，当选为第十三届全国人大代表。